# Mariä Himmelfahrt (Rothenfels)

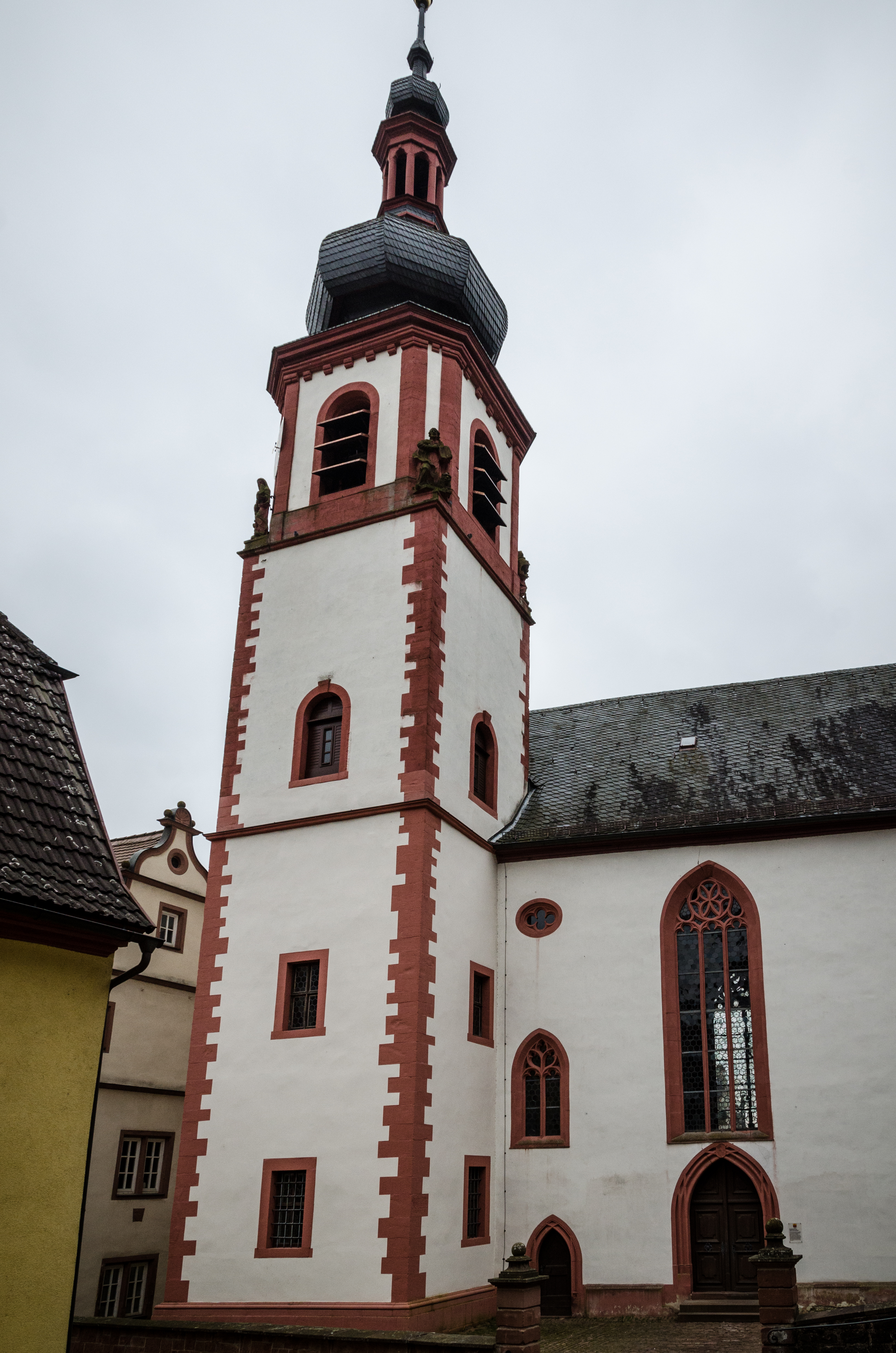
Mariä Himmelfahrt (Rothenfels)

Die römisch-katholische Pfarrkirche Mariä Himmelfahrt befindet sich in Rothenfels, einer Stadt im unterfränkischen Landkreis Main-Spessart in Bayern. Das denkmalgeschützte Bauwerk stammt aus dem Anfang des 17. Jahrhunderts. Die Pfarrei gehört zur Pfarreiengemeinschaft St. Laurentius am Spessart (Marktheidenfeld) im Dekanat Lohr des Bistums Würzburg.

## Beschreibung
Die Saalkirche besteht aus einem 1610/11 im Baustil der Spätrenaissance erbauten Langhaus, das mit einem Satteldach bedeckt ist, einem eingezogenen, dreiseitig geschlossenen, vor 1450 entstandenen Chor und dem 1750 erbauten Chorflankenturm auf quadratischem Grundriss an dessen Nordwand, dessen oberstes achteckiges Geschoss den Glockenstuhl beherbergt und der mit einer Welschen Haube bedeckt ist. 
Der Innenraum des Langhauses ist mit einer Flachdecke überspannt, der des Chors mit einem Netzgewölbe. Das Sakramentshaus wurde 1613, die Kanzel 1615 gebaut, beide aus Sandstein. Der Altar ist neugotisch. Zum Kirchenschatz gehört eine vergoldete, silberne Monstranz. Im Chor steht ein Epitaph für ein Kind des Theologen und Politikers Julius Echter von Mespelbrunn.